# Kalliste
Il Kalliste è un traghetto appartenente alla compagnia di navigazione francese La Méridionale.

## Servizio
Varato il 24 gennaio 1993 nei cantieri navali finlandesi Finnyards Ltd di Rauma per La Méridionale, alla quale viene consegnato il 19 luglio dello stesso anno, entra in servizio il 29 luglio sulla Marsiglia-Bastia.
Dal 17 al 23 maggio 2002 subisce dei lavori di ammodernamento nei cantieri navali Lloyd Werft di Bremerhaven nei quali vieni ampliata la capacità passeggeri da 196 a 550.

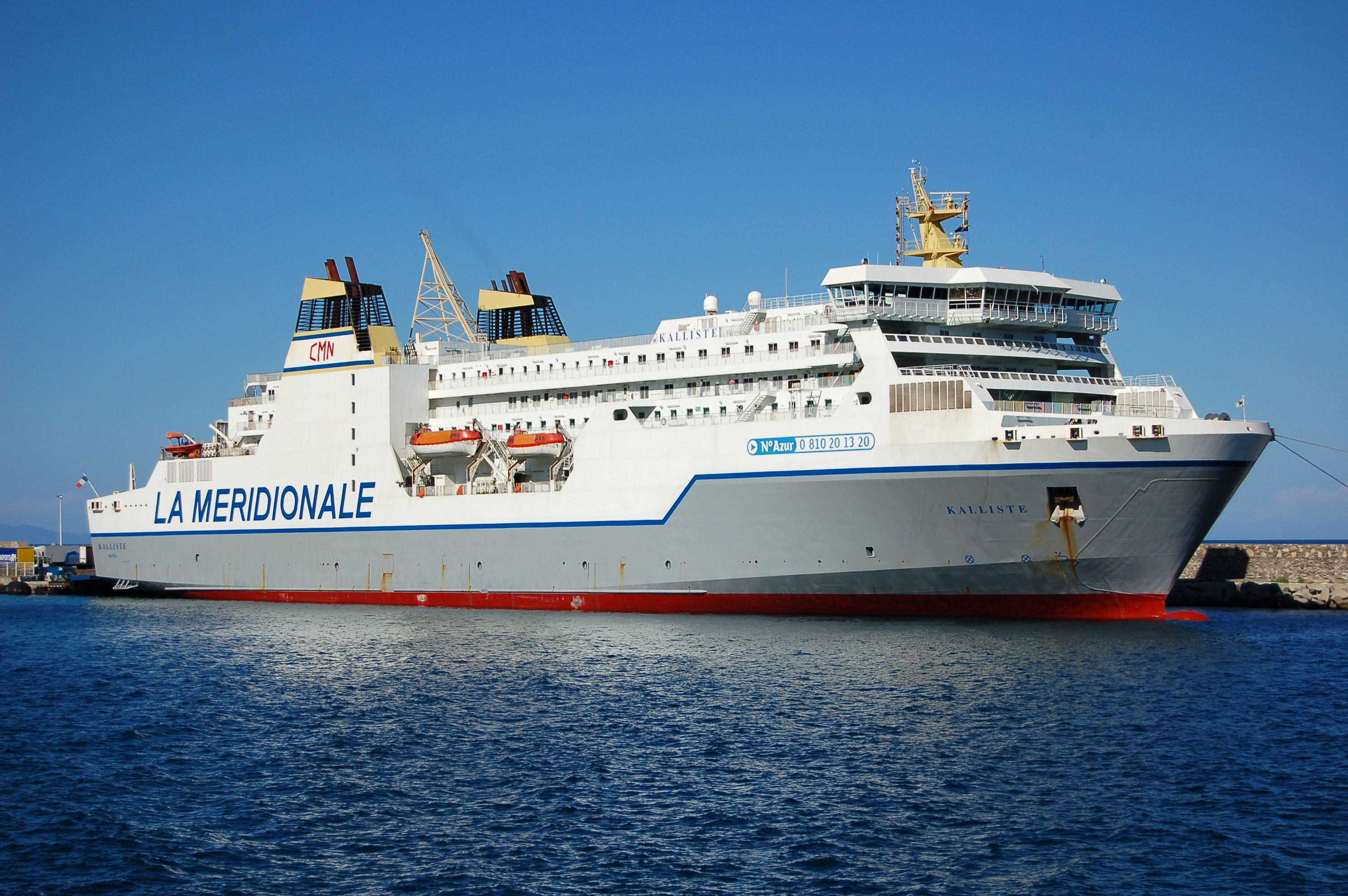
Il Kalliste ormeggiato a Bastia nel 2008.

Nel dicembre del 2011, sostituito dal Piana sulla linea per Bastia, Il Kalliste  viene inserito nei collegamenti tra Marsiglia, Propriano e  Porto Torres in sostituzione dello Scandola.
Dal 15 giugno al 15 settembre 2023 viene noleggiato alla Corsica Linea ed impiegato sulla Marsiglia-Ille Rousse, Setè/Marsiglia-Bejaja e sulla Setè/Marsiglia-Skikda.
Tornato in flotta La Méridionale, da fine settembre al 1 ottobre 2023 entra in servizio sulla Marsiglia-Porto Vecchio e dal 5 ottobre sulla Marsiglia-Tangeri Med.
Dal 14 aprile 2024 entra in servizio sulla nuova linea Tolone-Ile Rousse e dal 27 maggio al 7 settembre si aggiunge lo scalo a Livorno.

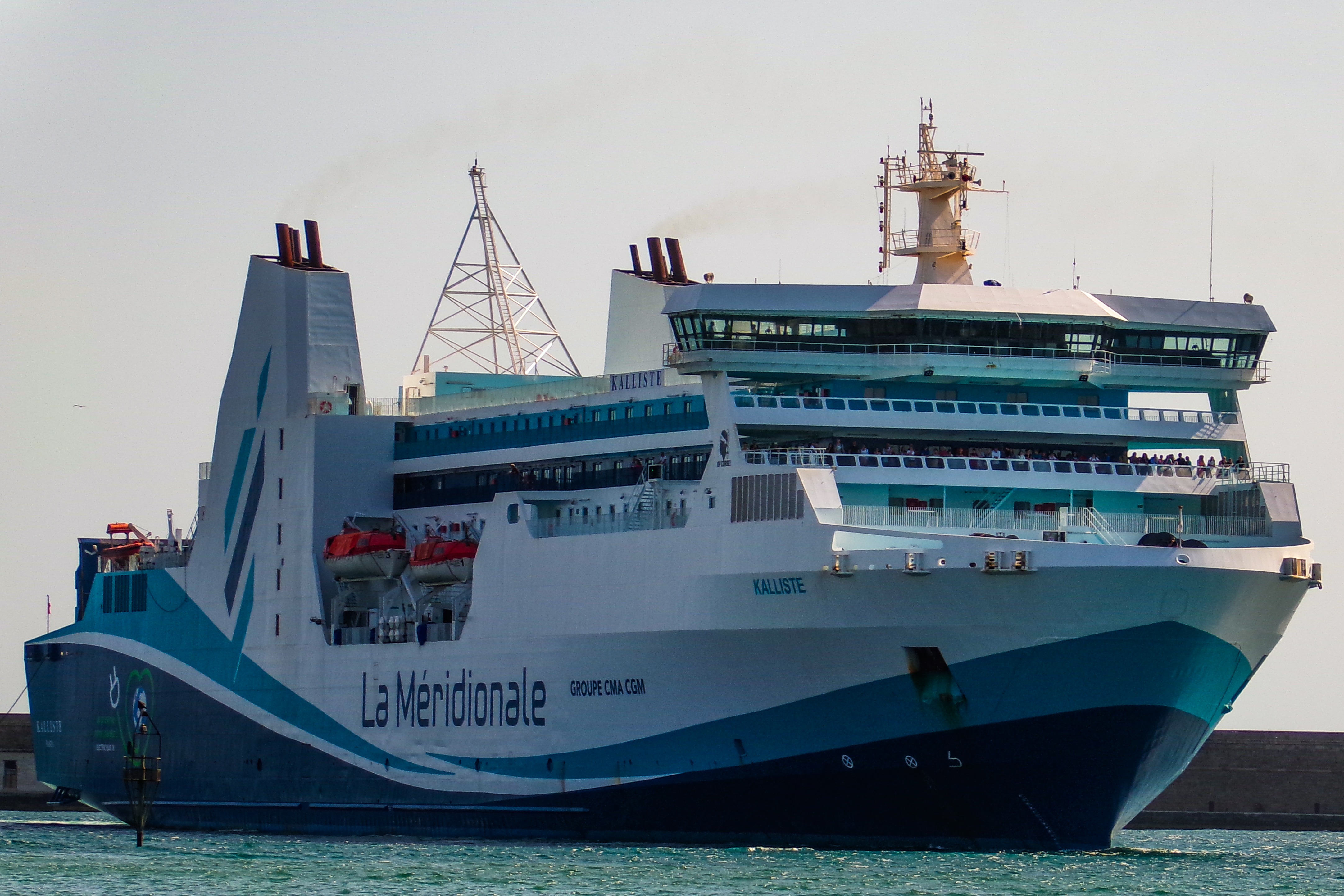
Il Kalliste in arrivo a Livorno a luglio 2024.

Il 1º ottobre 2024 prende servizio sulla Marsiglia-Tangeri Med in sostituzione del Pelagos, ceduto alla United Marittime Egypt.
Il 9 giugno 2025 viene trasferito nei nuovi collegamenti tra Marsiglia e Nador e viene sostituito sulla propria rotta dal Massalia.

## Navi gemelle
- Paglia Orba